# 薛勇彪
薛勇彪（1963年—），男，山西太原人，中国植物遗传育种学家，中国科学院北京基因组研究所所长，中国遗传学会理事长，第十三届全国政协委员。